# Lleó de l'Atles
El lleó de l'Atles o lleó de Barbaria és una subpoblació de Panthera leo leo (lleó) nadiua del nord d'Àfrica, encara que actualment està extinta en estat salvatge, cosa que unida al fet que s'ha barrejat amb altres subespècies de lleó als zoològics i circs fa impossible de saber quants lleons de l'Atles hi ha actualment al món.

## Descripció

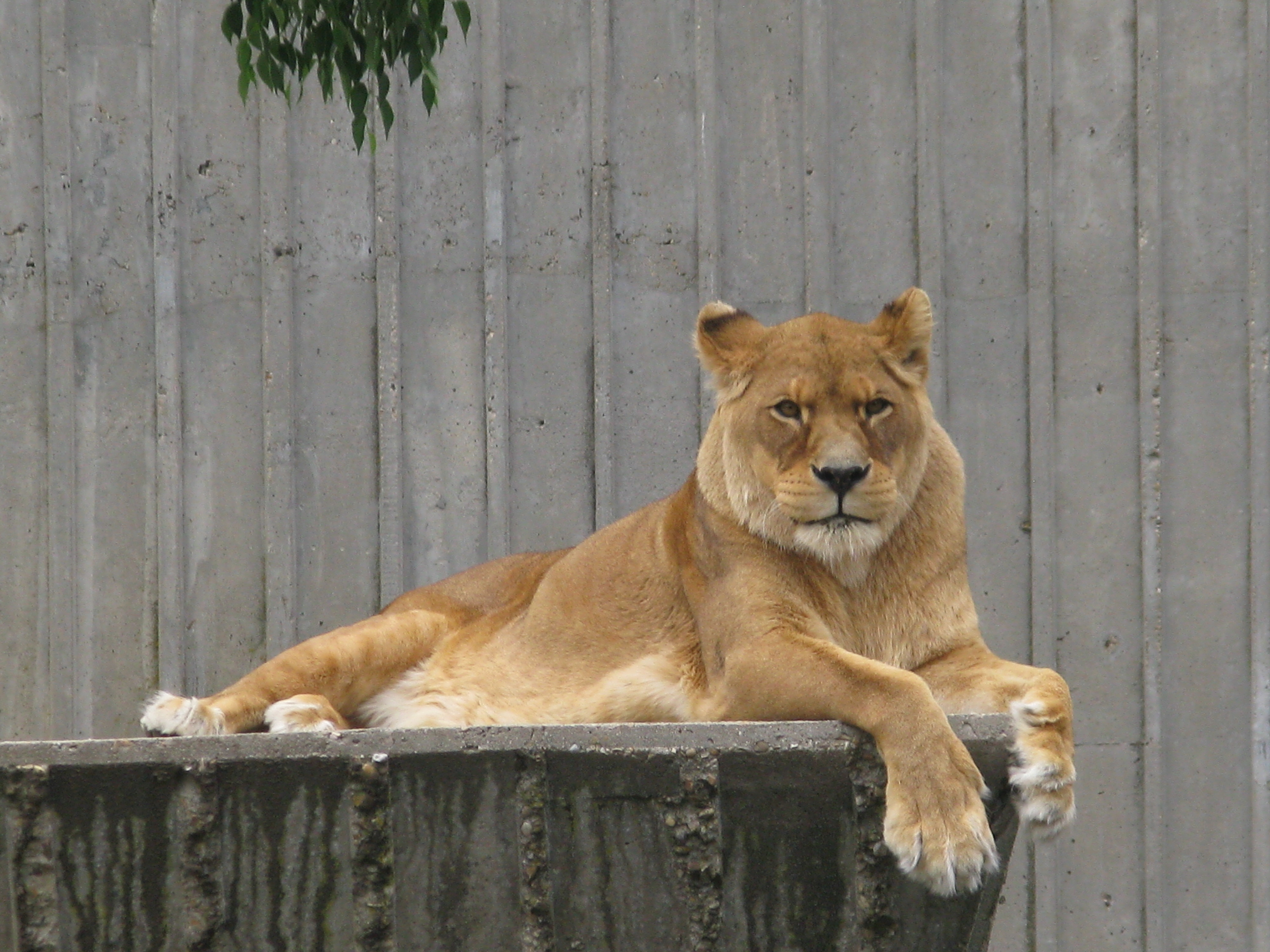
Lleona de l'Atles

El lleó de l'Atles és una subespècie de lleó més grossa que els seus parents subsaharians i indis. El pes calculat per als mascles és d'entre 180 fins als 270 kg i el de les femelles d'entre 100 i 180 kg. Els mascles mesuren uns 3,2 metres i les femelles uns 2,7 metres. Encara que molts experts creuen que aquestes mides i pesos són exagerats i que la seva mida era semblant a la dels lleons subsaharians.
Els mascles de lleó de l'Atles tenen una crinera que es prolonga fins al pit igual que els seus parents més pròxims, els mascles de lleons asiàtics. Encara que aquesta característica no serveix per a identificar-los, ja que els lleons de qualsevol subespècie en zones més fredes pot desenvolupar aquestes característiques. Els lleons de l'Atles tenen una cabellera de color negre.
Els lleons de l'Atles i els lleons asiàtics tenen trets cranials que no tenen la resta de lleons, una altra evidència que prova que estan estretament emparentats.
El lleó de l'Atles, quan existia en llibertat, era un animal menys sociable que altres subespècies de lleons, probablement per la seva mida més gran i un hàbitat diferent. En el seu hàbitat natural s'alimentava del senglar, de l'ase, del cérvol comú, de la daina persa, de l'arruí i del búbal.

## Hàbitat i extinció
El lleó de l'Atles tenia antigament la seva àrea de distribució des del Marroc fins a Egipte. El primer lloc on es van extingir per causes humanes fou al delta del Nil abans del III mil·lenni aC a causa del fet que els antics egipcis talaven els boscos, feien conreus i construïen ciutats destruint l'hàbitat de lleó.
Els espectacles amb lleons dels romans van afectar les poblacions dels lleons, però menys que quan aparegueren les armes de foc al nord d'Àfrica. Al voltant de l'any 1700 els lleons es van extingir a Líbia. L'any 1891 es van extingir a Tunísia, el 1893 a Algèria. L'últim lleó de l'Atles que visqué en llibertat fou caçat l'any 1922.

## Projecte de reintroducció
Actualment, diversos zoològics i circs del món afirmen tenir lleons de l'Atles més o menys purs. S'han fet internacionalment diversos estudis per aconseguir determinar els gens que els són propis i així poder seleccionar aquells individus que tendeixin a la puresa màxima. Tanmateix, l'empresa WildLink International, que impulsava el projecte, s'ha retirat, quedant aquest en suspens mentre alguns científics busquen finançament alternatiu per dur a terme aquest projecte.